# 華泰興石油
華泰興石油有限公司略称華泰興（ファータイシシヨウヨーシェングース日本語読み:はなたいこうせきゆゆうげんこうし）は中華人民共和国の石油会社。1995年に広州で設立された。本社は越秀区越秀南路にある。
その事業は、石油・天然ガスの運輸、販売、および石油化学製品。また石油・ガスの備蓄とパイプライン輸送、石油と石油化学製品の輸出入事業も行っている。